# Robert Winterhalder
Robert Winterhalder (* 26. September 1866 in Schollach; † 1932 in Schollach) war Bauer Nr. 15 des Schneckenhofes (heute Gasthaus Zum Schnecken) in der Gemeinde Schollach im Hochschwarzwald. Er gilt als Erfinder und Erbauer des ersten Skiliftes der Welt.

## Skilift Schollach
Die Kontinuierliche Drahtseilbahn mit Anhängevorrichtung für Rodler und Skiläufer ging – angetrieben von einer Wassermühle – am 14. Februar 1908 auf einer Länge von 280 m und über eine Höhendifferenz von 32 m in Betrieb. Zwischen die zwei Umlaufräder an Tal- und Bergstation spannte er über fünf Holzmasten ein Endlosseil, an das Zangen mit Aufzugsvorrichtungen für die Benutzer geklemmt waren. Um sich vom Lift ziehen zu lassen, hielten die Ski- und Schlittenfahrer sich an einem Handgriff aus Holz fest. Der Lift endete gegenüber seinem Hof, dem Schneckenhof (47° 58′ 33,9″ N, 8° 13′ 34,4″ O).
Die Idee zur Drahtseilbahn stammte von einem selbstgebauten Seilzugsystem, das Winterhalder zwischen seiner Mühle und dem Hofgebäude für den Transport von Getreide und Mehl erbaut hatte.

## Patente und Verwertung
Patente oder Gebrauchsmuster wurden Winterhalder für die Länder Deutschland, Frankreich, Österreich, Schweiz, Schweden und Norwegen im Zeitraum von 1909 bis 1911 erteilt. Zur Wintersportausstellung in Triberg konnte er einen längeren, mit Eisenstützen versehenen und durch einen Elektromotor angetriebenen Lift in Betrieb nehmen, für den er von Prinz Max von Baden eine goldene Ausstellungsmedaille erhielt. Beide Liftanlagen wurden im Verlauf des Ersten Weltkrieges zur Rohstoffgewinnung abgebaut. Winterhalder konnte aus seinem Patent unter den Umständen der Zeit mangels Investoren selbst keinen wirtschaftlichen Erfolg ziehen und hat es verkauft.